# گورستان کله دشت
قبرستان کله دشت مربوط به هزاره سوم قبل از میلاد به بعد است و در شهرستان ساوه، روستای کله دشت واقع شده و این اثر در تاریخ ۱۰ آذر ۱۳۵۴ با شمارهٔ ثبت ۱۲۱۷ به‌عنوان یکی از آثار ملی ایران به ثبت رسیده است.